# 克里姆林宮紅場墓園
克里姆林宫红场墓园（直译：「克里姆林宫围墙墓园」）位于俄羅斯首都莫斯科克里姆林宫红墙下，俯瞰红场。苏联政府将几位国内和国际著名的共产党领导人安葬于此，供人缅怀景仰。

## 历史
最早1917年11月10日安葬于此的，是俄国十月革命後被革命军事委员会授勋的革命有功人士。后来，苏俄政府在两座墓园又安葬了238名为十月革命牺牲的红军战士。1919年9月25日，在该处国葬了几位布尔什维克高级干部，及遇难于白色恐怖中的共产党员。
1924年列宁墓成为克里姆林宫红场墓园的中心。红场墓园在列宁墓后方，可自克里姆林宫塔群步行到达。这里葬有許多名人，包括：雅可夫·斯维尔德洛夫、费利克斯·捷尔任斯基、米哈伊尔·伏龙芝、米哈伊尔·伊万诺维奇·加里宁、朱可夫元帅、安德烈·日丹诺夫、斯大林、克里门特·伏罗希洛夫、谢苗·布琼尼、苏斯洛夫、勃列日涅夫、安德罗波夫以及契尔年科，墓园内还有他们的墓碑和纪念碑。在克里姆林宫塔群两侧，苏联政府放置许多名人的骨灰瓮。其中包括从1925年到1984年苏联共产党及世界各国共产党的领导人、政治或军事领袖、科学家、文化人物、作家。部分已过世的苏联宇航员，如第一位上太空的地球人加加林以及太空实验计划中不幸遇难的联盟1号、联盟11号苏联宇航员则葬于大墓园，主持苏联太空计划的首席火箭工程師谢尔盖·科罗廖夫也埋葬于此。 
1967年，苏联当局在亞歷山大公園的克里姆林宮牆边建成并开放了无名烈士墓。

## 名人個別墓碑
- 自左至右

1. 康斯坦丁·乌斯季诺维奇·契尔年科
2. 谢苗·米哈伊洛维奇·布琼尼
3. 克里门特·伏罗希洛夫
4. 安德烈·日丹諾夫
5. 米哈伊爾·伏龍芝
6. 雅可夫·斯维尔德洛夫
7. 安德烈·格列奇科
8. 列昂尼德·勃列日涅夫
9. 费利克斯·埃德蒙多维奇·捷尔任斯基
10. 尤里·弗拉基米罗维奇·安德罗波夫
11. 米哈伊尔·伊万诺维奇·加里宁
12. 约瑟夫·维萨里奥诺维奇·斯大林
13. 米哈伊尔·安德列耶维奇·苏斯洛夫